# Segundo Frente
Segundo Frente là một đô thị ở tỉnh Santiago de Cube của Cuba. Đô thị này nằm ở phía bắc tỉnh, có trung tâm là thị xã Mayarí Arriba.

## Thông tin nhân khẩu
Năm 2004, đô thị Segundo Frente có dân số 40.885 người. Diện tích là 540 km² (208,5 mi²), với mật độ dân số là 75,7người/km² (196,1người/sq mi).